# Walter Moraes
Walter Moraes (Catanduva, 13 novembre 1934 – Diadema, 17 novembre 1997) è stato un giurista brasiliano, pensatore cattolico, docente universitario presso il Dipartimento di Diritto Civile della Facoltà di Giurisprudenza dell'Università di San Paolo, Giudice del Tribunale di Giustizia di San Paolo.

## Biografia
Ha studiato presso il seminario minore della Società del Verbo Divino. Nel 1959, ha sposato Sonia dos Santos dalla quale ha avuto due figli. Si è laureato in Filosofia ed in Giurisprudenza presso l'Università di San Paolo. Ha iniziato la sua carriera come giudice a Casa Branca, Quata e Campos do Jordao. In Brasile è stato un pioniere in molti campi del diritto come Copyright, Diritto di Immagine, Diritto di Famiglia e Successioni. Ha collaborato con Antonio Chaves alla riformulazione del Codice dei Minori che era in vigore in Brasile prima che il corrente Statuto dei bambini e degli Adolescenti. Si è schierato contro la depenalizzazione dell'aborto nell'articolo Il problema dell'autorizzazione giudiziaria per l'aborto e ha tenuto il discorso La farsa dell'aborto legale alla Camera dei deputati il 24 settembre del 1997, meno di due mesi prima della sua morte.
È stato rappresentante del Brasile in diversi eventi internazionali: direttore editoriale della Rivista InterAmericana di Diritto Intellettuale,  segretario generale dell'Istituto Interamericano de Diritto d'Autore, corrispondente brasiliano da parte del European Intellectual Property Review, membro del comitato editoriale della Revue de Droit Civil, membro della Società di Legislazione Comparata, membro della Internationale Gesellschaft für Urheberrecht, membro della Associazione Internazionale di Diritto di Famiglia e di Successione, membro dell'Istituto degli Avvocati di San Paolo e membro dell'Istituto Brasiliano di Proprietà Intellettuale.

## Scritti
- Moraes, Walter. Sociedade Civil Estrita. ISBN 85-203-0597-0, Ed. Revista dos Tribunais, São Paulo, 1987.
- Moraes, Walter, "O problema da autorização judicial para o aborto". Revista de Jurisprudência do Tribunal de Justiça do Estado de São Paulo, março/abril 1986
- Moraes, Walter. Adoção e Verdade. Ed. Revista dos Tribunais, São Paulo, 1974.
- Moraes, Walter. Questões de Direito do Autor. Ed. Revista dos Tribunais, São Paulo, 1977.
- Moraes, Walter. Artistas Intérpretes e Executantes. Ed. Revista dos Tribunais, São Paulo, 1976.
- Moraes, Walter. Teoria Geral e Sucessão Legítima. Ed. Revista dos Tribunais, São Paulo, 1974.
- Moraes, Walter & Chaves, Antônio. Código dos Menores. Livraria e Editora Universitária de Direito Ltda, São Paulo, 1987.
- Moraes, Walter. Direito à própria imagem I. Revista dos Tribunais. São Paulo: Revista dos Tribunais, ano 61, n. 443, setembro de 1972, pp. 64 e seg.